# 赤星豊
赤星 豊（あかほし ゆたか）は、岡山県倉敷市児島出身。
青山学院大学文学部英米文学科卒業。東京で長年雑誌のフリーライターとして活躍。2005年秋には、地元岡山県倉敷市の文化をテーマにしたアート系フリーマガジンKrash Japanを創刊。2010年3月までに10号を刊行して終刊となった。
2006年には目黒三九のペンネームで小説『ポイズン』（アジアンビーハイブ発行）を発表している。また、2007年1月よりコミュニティFM「FMくらしき」で自主制作番組「Radio Krash Japan」でパーソナリティとして活躍。多彩な才能で地元を中心に活躍中。